# Condado de Leake (Misisipi)
El condado de Leake (en inglés: Leake County), fundado en 1833, es un condado del estado estadounidense de Misisipi. En el año 2000 tenía una población de 20.940 habitantes con una densidad poblacional de 14 personas por km². La sede del condado es Carthage.

## Geografía
Según la Oficina del Censo, el condado tiene un área total de 1515 km² (584,9 mi²), de la cual 1510 km² (583 mi²) es tierra y 5 km² (1,9 mi²) es agua.

## Demografía
En el 2000 la renta per cápita promedia del condado era de $ 27 055, y el ingreso promedio para una familia era de $32 147. El ingreso per cápita para el condado era de $13 365. En 2000 los hombres tenían un ingreso per cápita de $27 367 frente a $18 307 para las mujeres. Alrededor del 23,30% de la población estaba bajo el umbral de pobreza nacional.

## Condados adyacentes
- Condado de Attala (norte)
- Condado de Neshoba (este)
- Condado de Scott (sur)
- Condado de Madison (oeste)

## Localidades
Ciudades
- Carthage

Pueblos
- Lena
- Sebastopol (mayor parte en Condado de Scott)
- Walnut Grove

Villas
- Thomastown

Lugares designados por el censo
- Redwater
- Standing Pine
- Carson

Áreas no incorporadas
- Edinburg
- Good Hope
- Madden
- Ofahoma

## Principales carreteras
- Carretera 13
- Carretera 16
- Carretera 25
- Carretera 35
- Carretera 43
- Natchez Trace Parkway